# M60 (кулемет)

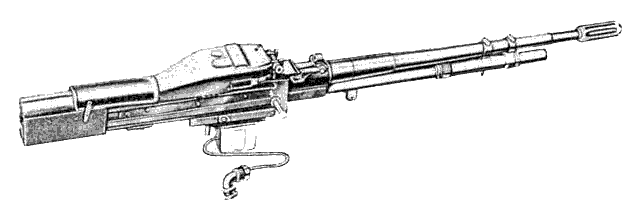
Схематичне зображення кулемета M60C

Кулемет M60 (англ. M60 machine gun) — американський єдиний кулемет, що перебуває на озброєнні Збройних сил США з 1957 року та в арміях багатьох інших країнах. Наприкінці 1970-х його почали замінювати на більш досконалий M240 спільного американсько-бельгійського виробництва. З моменту надходження на службу кулемет зазнав 4 глибоких модернізації, зокрема як основна колективна зброя піхотного відділення та три незначних удосконалення. Використовується в ролі колективної піхотної зброї та допоміжного засобу вогневого ураження на вертольотах та літаках.

## Історія

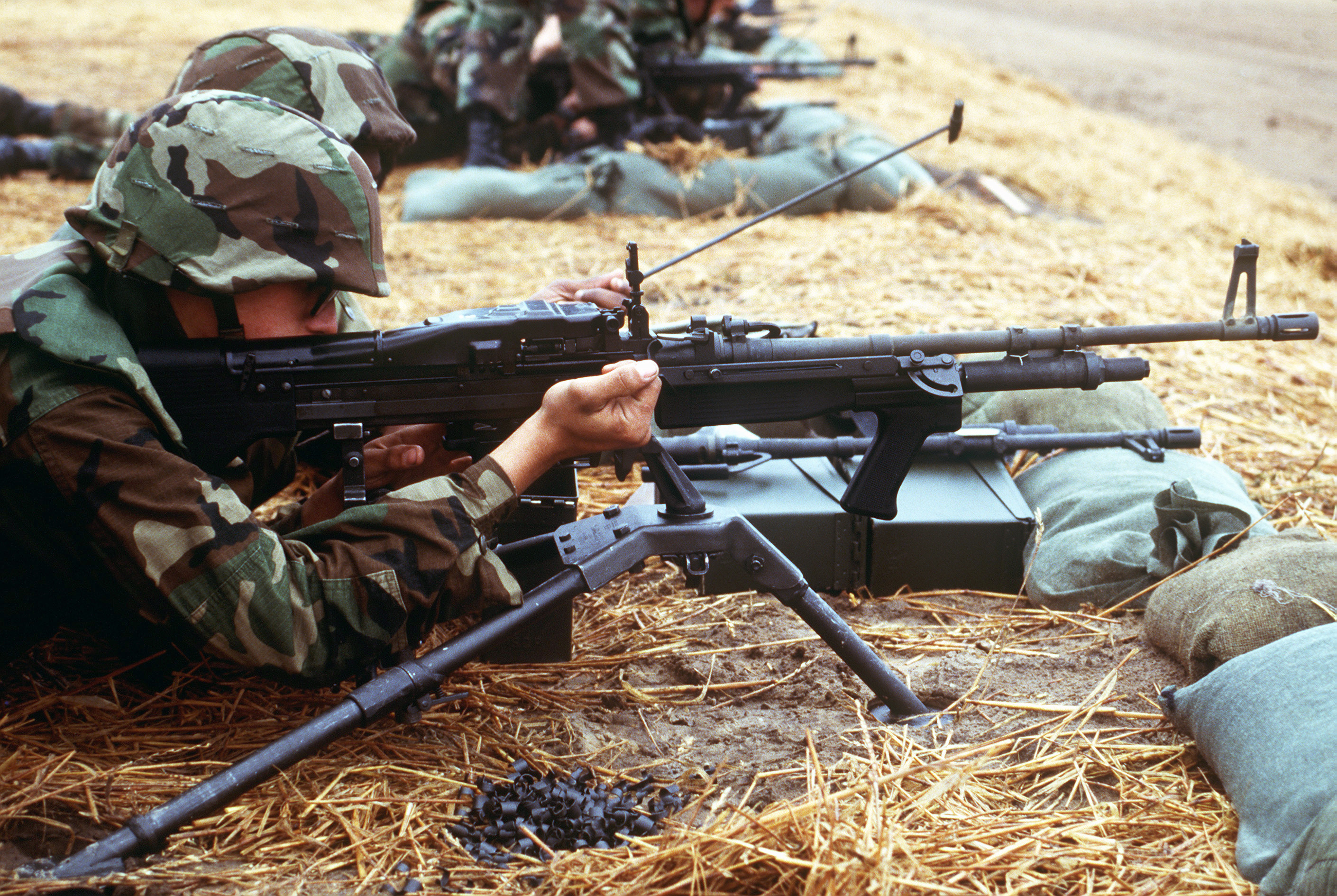
Кулемет M60E3 на польових заняттях. 1 листопада 1987

З часів Другої світової війни американські зброярі шукали ліпший варіант колективної зброї для оснащення піхотного відділення потужним вогневим засобом. У результаті багатьох випробувань та досліджень урешті-решт зупинилися на гібриді двох систем німецької розробки періоду Другої світової війни — автоматичної гвинтівки FG-42 (автоматика перезарядження з газовим двигуном) і кулемета MG 42 (механізм протягування стрічки). Цей варіант автоматичної зброї під стандартний американський набій .30-06 Springfield отримав код кулемет T44, однак вже у 1948 році подальші роботи над проектом були зупинені. У зв'язку з прийняттям рішення про стандартизацію зброї в усіх арміях країн НАТО, американці розпочали дослідні випробування нового протитипу автоматичної зброї — T52 під набій 7,62×51 мм НАТО. Новий зразок перебував у розробці з 1947 по 1952 рік. Від вертикального руху стрічки в ньому вже відмовилися, зробивши нове компонування механізму протягування кулеметної стрічки в повну відповідність з німецьким MG 42. Згодом з'явився прототип T52E3, перейменований незабаром під нове позначення — T161. Третя дослідна модифікація цієї зброї, T161E3, була прийнята на озброєння армії та Корпусу морської піхоти США під офіційним позначенням кулемет 7,62, M60 в 1957 році.
Разом з цим, доволі перспективна та потужна піхотна зброя виявилася невдалою, що водночас не завадило їй стати основною зброєю підтримки американської піхоти в ході війни у В'єтнамі і низці збройних конфліктів та військових операцій з 1960-х років. У прагненні створити кулемет, який грав би роль ручного кулемета у відділенні, розробники надмірно полегшили конструкцію, і допустили ще ряд інженерних прорахунків. В результаті кулемет виявився не надто надійним, від вібрації при стрільбі він періодично «саморозбирався», допускав неправильну збірку газовідводного вузла, при зносі або поломці деталей мав схильність до «свавільної» стрільби. Через розміщення сошок на стволі заміна гарячого ствола ставала проблематичною справою.
Невдовзі низку недоліків кулемета М60 виправили у варіанті М60Е1, який мав подовжений ствол та модифіковану систему зміни ствола, однак з незрозумілих факторів у серію цей варіант так запущений і не був. Зате на базі М60 розробили варіанти для озброєння бронетехніки і вертольотів.

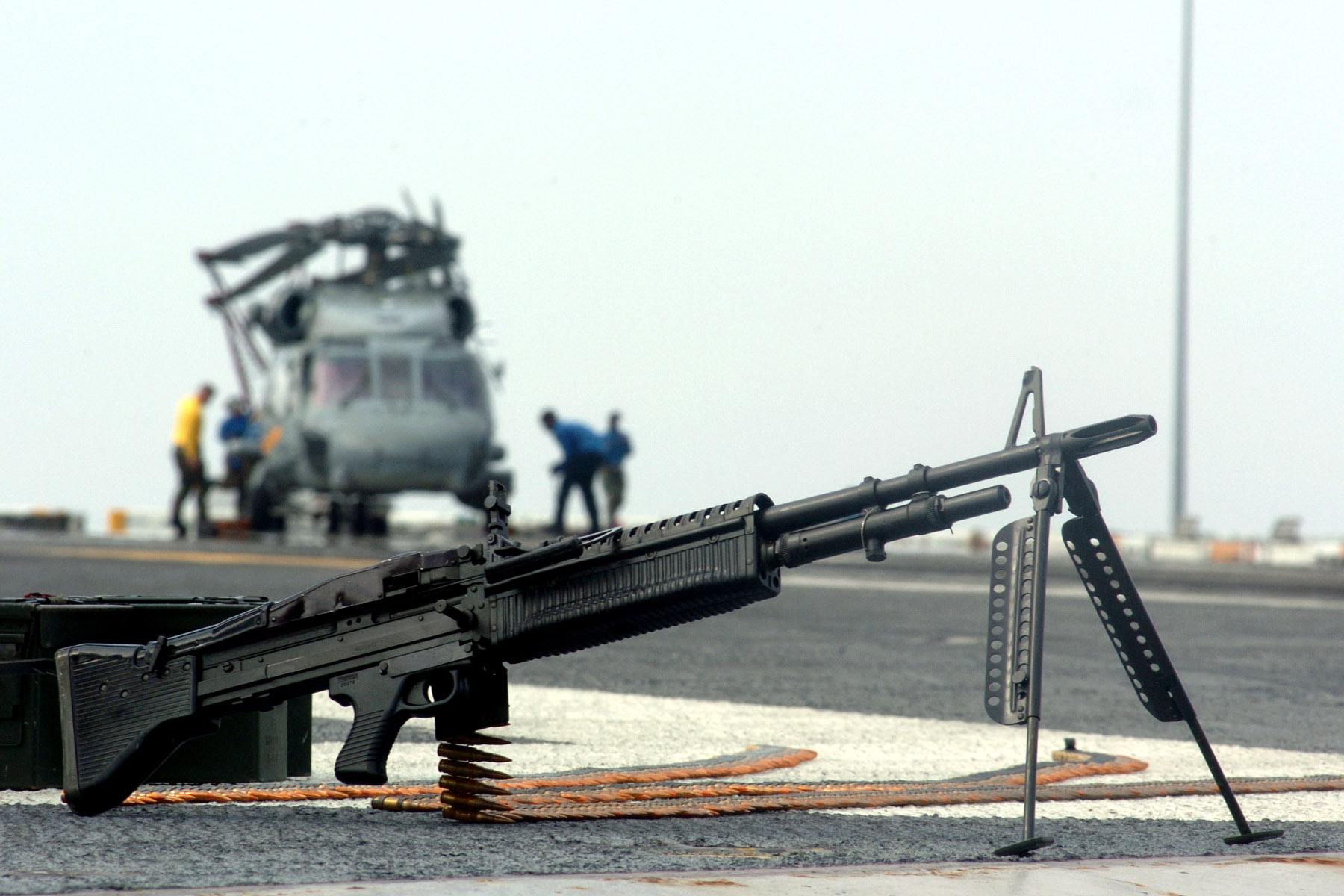
Кулемет M60 на палубі атомного авіаносця USS «Теодор Рузвельт»

Удосконалюючи свою розробку, Saco Defense виготовила полегшений варіант кулемета, названий М60Е3. У 1983 році кулемет M60E3 був прийнятий на озброєння ВМС і корпусу морської піхоти США на роль 7,62-мм ручного кулемета. Новий кулемет мав поліпшені тактичні характеристики первинного М60 і призначався у першу чергу для морської піхоти США. Найсерйознішим поліпшенням на цій моделі став більш зручний процес зміни стволів, так як руків'я для перенесення зброї була переміщена на ствол, а газовий циліндр був зроблений незнімним і до нього стали кріпитися сошки.
У 1995 році на озброєння морської піхоти і флоту надійшла нова модифікація кулемета — M60E4, що була розвитком попередньої його модифікації. Кулемет M60E4 мав посилену сошку, покращений приймач, більш живучий ствол, посадочне місце під кронштейн прицілу (оптичного або нічного), а також більш досконалу роботу спускового механізму. З метою перевірки живучості ствола M60E4 був проведений експеримент з безперервним відстрілом 850 набоїв у стрічках за 1 хвилину 45 секунд, які M60E4 відстріляв без збоїв і неполадок.

## Конструкція
М60 становить автоматичну зброю з повітряним охолодженням швидкозмінного ствола та стрічковим живленням набоями калібру 7,62×51 мм НАТО, яка подається зліва направо. Кулемет М60 побудований за схемою з відведенням порохових газів замиканням ствола поворотом затвора. Газовідвідний механізм саморегулюючий, з газовим поршнем з коротким робочим ходом.
Стрільба ведеться з відкритого затвора, тільки автоматичним вогнем. Кулемет комплектується складаною двоногою-сошкою, що кріпиться на стволі, і може встановлюватися на піхотний станок-триногу М122 або на спеціальні установки на техніці. Кулемети серій М60Е3 і М60Е4 мають сошку, закріплену на газовій трубці під стволом, додаткову переднє руків'я під цівкою, і комплектуються укороченими стволами.

## Варіанти M60
- T161 — прототип кулемета 1950-х років;
- M60 — базовий варіант, що надійшов в 1957 році на озброєння флоту і армії США;
- M60E1 — модифікація кулемета M60 з подовженим стволом, відокремленими від ствола сошками і газовою камерою, а також рядом інших модифікацій, сошки закріплені на газовій камері; на озброєння не надходив;
- M60E2 — варіант для установки на військову техніку, приклад замінений на руків'я, а спусковий гачок на гашетку;
- M60D — встановлений на вертольоті S-61 «Сі Кінг»
- M60E3 — полегшена модифікація кулемета M60E1 з переднім руків'ям, пластиковою цівкою і рядом інших поліпшень;
- M60E4 (Mk 43 Mod 0/1) — модифікація кулемета M60E3 з можливістю кріплення оптичних або нічних прицілів і рядом інших поліпшень;
- M60B — варіант для установки на вертольоти з пістолетним руків'ям; використовувався у 1960-1970-х роках, був замінений на M60D;
- M60C — варіант для установки на вертольоти з електронним живленням, що дозволяє пілотам проводити стрільбу віддалено з кабіни вертольота;
- M60D — варіант для установки на наземну, водну і повітряну техніку з руків'ям замість приклада і гашеткою замість спускового гачка;
- M60E6 — полегшена модифікація кулемета M60E4.

## Країни-оператори
| - Австралія - Алжир - Болівія - Боснія і Герцеговина - Велика Британія - Венесуела - Гаїті - Гана - Гондурас - Греція - Данія - Домініканська Республіка - Єгипет - Індонезія - Італія - Йорданія | - Камбоджа - Колумбія - Коста-Рика - ДР Конго - Ліван - Ліберія - Литва - Люксембург - Малайзія - Марокко - Нідерланди - Нікарагуа - Нова Зеландія - Панама - Перу - Польща | - Португалія - Південна Корея - Сальвадор - Сент-Вінсент і Гренадини - Сенегал - Судан - США - Таїланд - Тайвань - Тринідад і Тобаго - Туніс - Туреччина - Уганда - Філіппіни - Фіджі - Чехія - Чилі |

## Відео
- M60 Machine Gun, 7.62MM — Operation and Cycle Of Functioning [Архівовано 7 березня 2016 у Wayback Machine.]